# Landolfo I di Benevento
Landolfo I (... – 10 aprile 943) è stato un nobile longobardo, principe di Benevento e di Capua (come Landolfo III) dal 910 al 943.

## Biografia

### Nascita e coreggenza
Landolfo nacque da Atenolfo di Benevento e Sichelgaita, della famiglia dei duchi di Gaeta.
Nel 901 venne associato al trono dal padre, che introdusse così la coreggenza; questa prassi fu poi proseguita dai suoi discendenti, rafforzando così la dinastia e rimuovendo il rischio di conflitti per la successione al trono.
I primi anni di governo, sotto la guida del padre, furono caratterizzati dagli alterni rapporti con i vicini bizantini di Langobardia (ovvero la Puglia) e Calabria. Così, nel 909 venne inviato a Costantinopoli per ottenere aiuti contro i Saraceni insediati nella colonia del Garigliano. Assieme al fratello minore Atenolfo, rimasto in Italia, venne insignito dei titoli di antipatos e patrikios, sancendo in questo modo l'inserimento formale della famiglia campana nella gerarchia bizantina.

### Principe di Capua e di Benevento

#### Coalizione antisaracena
Nel giugno del 910 dovette rientrare in Italia per succedere al trono, prendendo così il posto del padre defunto; nella stessa occasione, Landolfo associò al trono il fratello. Una volta assunto il potere, proseguì la linea politica anti-saracena stringendo un'alleanza con il Duca di Napoli Gregorio IV nel 911 e sollecitando il sostegno bizantino, inviando nel 915 l'abate Giovanni da Montecassino a Costantinopoli.
La potente abbazia era controllata dalla dinastia capuana tramite la concessione e riconferme di diversi privilegi; allo stesso tempo Landolfo si impegnò in politiche matrimoniali per rafforzare i rapporti con gli stati confinanti. Landolfo stesso sposò Gemma, figlia del Duca e vescovo Atanasio II di Napoli dalla quale ebbe figli Atenolfo e Landolfo. La nipote Gaitelgrima, figlia di suo fratello Atenolfo II, andò a nozze con Guaimario II di Salerno.
Nel 915 la coalizione antisaracena si compattò con la benedizione di papa Giovanni X. La colonia musulmana venne attaccata dalla flotta bizantina guidata dallo stratega Niccolò Picingli, mentre per terra le truppe erano guidate da Landolfo, assieme a Guaimario e Alberico di Spoleto. La vittoriosa battaglia del Garigliano cacciò definitivamente i saraceni dalle coste tirreniche: tuttavia i nuovi equilibri di potere mettevano in crisi i rapporti coi bizantini.

#### Rapporti con Bisanzio
Il successivo periodo di governo di Landolfo vide un'altalenarsi dei legami con i potenti vicini greci: a seconda dei momenti i longobardi si mostravano sudditi dell'Impero o si lanciarono in campagne nei territori bizantini. Sostenendo le insurrezioni popolari in Puglia e Calabria Landolfo cercò di conquistare i territori perduti, ritirandosi però ogniqualvolta i bizantini intervenivano militarmente in Italia. Ad esempio Landolfo nel 921 cercò di farsi dare l'incarico di stratega di Langobardia al posto di Ursileone che aveva ucciso durante l'intervento in una rivolta. L'accordo fallì nonostante avesse il sostegno della popolazione locale: per i bizantini era troppo rischioso affidare il potere ad un principe locale.
Nel 929 invase nuovamente i territori bizantini d'Italia con una coalizione di principi longobardi; la ribellione fu domata solo nel 935, per via dei gravi disordini nell'Impero, e grazie all'intervento del Re d'Italia Ugo di Provenza. Nonostante altri tentativi di espansione, Landolfo e gli altri principi locali negli anni seguenti riconobbero sempre la formale sottomissione a Costantinopoli.
Landolfo morì il 10 aprile del 943; al trono gli succedettero i figli Atenolfo, associato al potere già dal 933, e Landolfo, in coreggenza dal 939.

## Ascendenza
|                         |   |   | Genitori |  |  | Nonni               |  |  | Bisnonni            |  |
|                         |   |   |          |  |  | Landenolfo di Teano |  |  | Landolfo I di Capua |  |
|                         |   |   |          |  |  | Landenolfo di Teano |  |  | Landolfo I di Capua |  |
|                         |   | … |          |  |  | Landenolfo di Teano |  |  |                     |  |
| Atenolfo I di Capua     |   |   |          |  |  | Landenolfo di Teano |  |  |                     |  |
|                         |   | … | …        |  |  |                     |  |  |                     |  |
|                         |   | … | …        |  |  |                     |  |  |                     |  |
|                         |   | … | …        |  |  |                     |  |  |                     |  |
| Landolfo I di Benevento |   | … |          |  |  |                     |  |  |                     |  |
|                         | … | … |          |  |  |                     |  |  |                     |  |
|                         | … | … |          |  |  |                     |  |  |                     |  |
|                         | … | … |          |  |  |                     |  |  |                     |  |
| Sichelgaita di Gaeta    | … |   |          |  |  |                     |  |  |                     |  |
|                         |   | … | …        |  |  |                     |  |  |                     |  |
|                         |   | … | …        |  |  |                     |  |  |                     |  |
|                         |   | … | …        |  |  |                     |  |  |                     |  |
|                         |   | … |          |  |  |                     |  |  |                     |  |